# Rouleau de cuivre
Pour les articles homonymes, voir Rouleau.
Le « rouleau de cuivre » (3Q15), ou Inventaire d'un trésor caché, est un des manuscrits de la mer Morte trouvé à Khirbet Qumrân dans la grotte no 3. Il s'agit d'un inventaire d'objets de grande valeur — or, argent, encens, vêtements précieux — ayant été cachés dans différents lieux de la région, dont des grottes, avec des indications pour les retrouver. Au lieu d'être écrit sur un support en cuir ou en papyrus, cet inventaire figure sur un rouleau en cuivre très pur, mélangé à environ 1 % d’étain, ce qui constitue un cas unique dans le cadre de ces découvertes. Il présente toutes les caractéristiques d'un inventaire officiel. À cette époque, le cuivre était utilisé pour sauvegarder les documents non littéraires, comme les lois publiques romaines. Le cuivre était alors, avec le bronze, le support courant favori pour consigner les archives des temples. Comme 4QMMT, il a été écrit dans un hébreu intermédiaire entre l'hébreu biblique et l'hébreu mishnaïque.
C'est un des manuscrits qui ont contribué à mettre en cause le « modèle standard » concernant les manuscrits de la mer Morte, le moment où ils ont été cachés et le rapport entre la « secte » qui a écrit une centaine de ces manuscrits et le site de Qumrân.
Bien que cette question soit encore en débat, il est en général admis par les historiens spécialistes que ces valeurs ont été cachées par les combattants de la Grande révolte juive déclenchée en 66, afin de les soustraire à l'éventuelle prise de Jérusalem par les forces romaines.
Il est exposé, depuis 2013, au nouveau musée archéologique d'Amman en Jordanie.

## Datation
Sur la base d'une analyse paléographique, Frank Moore Cross a proposé de dater l'écriture du rouleau de la période de 25-75. P. Kyle McCarter Jr. (en), Albert M. Wolters, David Wilmot et Juda Lefkovits sont tous d'accord pour estimer que le rouleau a été produit autour de 70. Émile Puech a fait valoir que le dépôt du rouleau de cuivre derrière 40 amphores ne pouvait pas avoir eu lieu après l'entreposage des amphores contenant les manuscrits.
Sa datation est complexe, mais son contenu renvoie à des événements situés dans la deuxième partie du Ier siècle de notre ère et le contexte de sa découverte suggère qu'il a été caché là avant que Qumrân ne soit conquis par les Romains (68-70).

### Langue
Il est écrit dans un hébreu intermédiaire entre l'hébreu biblique et l'hébreu mishnaïque, ce qui renvoie au Ier siècle.

## Nature du document
Le style d'écriture est différent de celui de la plupart des autres rouleaux découverts à Qûmran. La structure des phrases est typique des phrases d'un inventaire. Michael Wise note qu'elle est très voisine de celles d'un ensemble d'inventaires d'un temple grec de l'île de Délos. À cette époque, le cuivre était utilisé pour sauvegarder les documents non littéraires, comme les lois publiques romaines ou les ordres de démobilisation des anciens combattants. « Le cuivre était avec le bronze, les supports courants favoris pour consigner les archives des temples au cours de la période romaine. » Ce rouleau possède toutes les caractéristiques d'un document officiel. Il a été écrit à l'aide d'un style. Un détail, toujours inexpliqué, réside dans le fait que sept des noms de lieux sont précédés d'un groupe de deux ou trois lettres grecques. Le document comporte des fautes. Le graveur se trompe à plusieurs reprises et grave des lettres fautives à la forme proche de celles qui auraient dû figurer dans le mot. Les spécialistes en ont déduit que les commanditaires avaient confié la réalisation du rouleau à un graveur qui ne savait pas lire, probablement pour s'assurer qu'aucune fuite ne viendrait de lui.

## Histoire et origine
Le rouleau a été trouvé le 20 mars 1952 dans la grotte 3 de Qumrân avec l'équipe d'Henri de Contenson, la première à avoir été fouillée par les archéologues (référence 3Q15). Le rouleau était cassé en deux parties roulées séparément et disposées l'une sur l'autre contre la paroi rocheuse du fond de la grotte. Leur oxydation ne permettait pas qu'ils soient simplement déroulés. Durant l'hiver 1955-1956, à la demande des autorités jordaniennes, H. Wright Baker, du College of Technology de Manchester (Angleterre), a scié les deux volumes en lamelles pour obtenir 23 bandes incurvées ainsi que de nombreux éclats qui s'étaient détachés au cours du découpage. On découvrit alors que le rouleau, haut de 30 cm, avait une longueur totale de 2,28 mètres et une épaisseur inférieure à 1 mm et qu'il avait été fabriqué avec trois feuilles de cuivre rivées les unes aux autres. John Marco Allegro a supervisé une première transcription et traduction de son contenu. Il a alors réalisé que le rouleau comportait une liste de trésors cachés dans différents endroits autour de Qumran et de Jérusalem, probablement après la destruction du Temple en 70. Il a alors envoyé une transcription de son contenu à Joseph Milik, lui réservant la première publication.
Joseph Milik étudia le texte réparti en 12 colonnes en un hébreu intermédiaire entre l'hébreu biblique et l'hébreu mishnaïque et en publia la première traduction. Le contenu était étonnant : contrairement aux autres manuscrits, il ne s'agit pas d'une œuvre littéraire mais d'une liste de 64 lieux où sont enfouis des trésors en Israël : or et argent comptés en milliers de talents, objets cultuels, vêtements sacerdotaux, encens et essences précieuses avec des indications de directions ou de lieux très précises. Il n'est pas très étonnant qu'aucun trésor n'ait été retrouvé, après la prise de Jérusalem en 70, l'empereur Titus ayant cherché les trésors des différents groupes combattants en obtenant les informations au besoin par la torture, comme le relate Flavius Josèphe.
La plupart des caches semblent être situées autour de Qumrân, de Jéricho et de Jérusalem, certaines aussi dans la vallée du Cédron et les trois dernières en Samarie.
« Au moins huit passages mentionnent des écrits enfouis à côté des trésors » et « au moins cinq passages du rouleau signalent que d'autres écrits ont été placés près des trésors enfouis. » À la fin du rouleau est écrit : « Dans une cavité au nord de Kholat... se trouve dissimulée une copie de cet écrit avec son explication. » Pour Norman Golb, « cela montre bien que le rouleau de cuivre était un texte autographe authentique dont on avait par sécurité recopié le contenu, apparemment avec certains ajouts, dans un autre rouleau qui, manifestement, fut aussi caché. »
En 1993, le rouleau a été confié à la fondation EDF afin d'être restauré. Une copie conforme a été réalisée par galvanoplastie. Un nouveau déchiffrement a permis de réduire de 64 à 60 le nombre de cachettes listées.

## Hypothèses

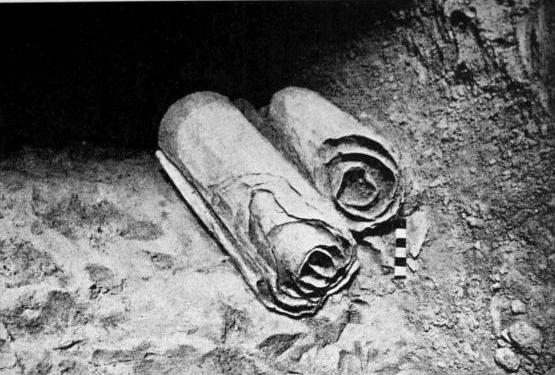
Les deux parties du rouleau de cuivre trouvées dans la grotte de Qumrân en mars 1952

Le « rouleau de cuivre » est un des éléments qui ont commencé à mettre à mal, le « modèle standard », pour qui les manuscrits de la mer Morte ont été écrits par une communauté quasi monacale sur le site de Qumrân qui aurait été un centre essénien depuis l'apparition de la secte au début du IIe siècle av. J.-C. jusqu'à 68-70, date où Qumrân a été attaqué par les Romains et où ses occupants ont été vaincus. En effet, il semble hautement improbable que des sommes aussi considérables aient été la propriété de cette communauté qui est supposée appartenir à un mouvement ascétique.
Dans un premier temps, les défenseurs du « modèle standard » et en particulier les membres de l'École biblique de Jérusalem ont déclaré dans un communiqué publié au moment même de la communication de Milik que cet inventaire était une liste de trésors fictifs et ont défendu ce point de vue pendant quelques années.
Pour défendre la position officielle de l'École biblique de Jérusalem, l'éditeur chargé de la première traduction du rouleau, Joseph Milik, soutint que le rouleau émanait bien des Esséniens, mais qu'il était une « œuvre d'imagination » et une tentative privée « très individuelle par sa facture et son exécution, peut-être l’œuvre d'un excentrique ». Toutefois, il est apparu aux autres critiques que ce point de vue n'était pas défendable, car le document avait toutes les apparences d'un document officiel. D'autre part, les premières datations renvoyaient bien à un écrit du Ier siècle.
McCarter a réalisé une tentative d'identification d'un emplacement, sur la propriété de la « Maison de Haqqots », avec la famille de Haqqots à laquelle auraient appartenu les trésoriers du Temple reconstruit, après le retour de Babylone, comme indiqué dans les Livres de Esdras et Néhémie. Sous le règne du roi David, Haqqots descendant d'Aaron est nommé prêtre lors du septième sort. Les descendants de Haqqots sont envoyés en exil et lors de leur retour ne peuvent pas retrouver les registres pour établir leur généalogie et sont exclus de la prêtrise,. Les descendants de Haqqots deviennent alors trésoriers et le quatrième jour de leur retour d'exil Mémoth un descendant de Haqqots est l'un de ceux qui pèsent l'or du Temple de Jérusalem. Lors de la révolte des Maccabées, Judas Maccabée envoie Eupolème un descendant de Haqqots à Rome pour obtenir une alliance avec les Romains. Dans la description de la cache 32 du Rouleau de cuivre, il est cité la « Maison de Haqqots ». Ces théories sur l'origine du trésor ont été remises en cause par de nombreux critiques, dont Theodor H. Gaster, Norman Golb, John Allegro, Michael Wise, Martin Abegg, Edward Cook, Robert Eisenman.
Il a donc été émis l'hypothèse que ces trésors avaient été stockés par les insurgés, ou une des tendances de ces insurgés, pendant la Grande révolte juive (66-74). Toutefois, cela remettait implicitement en cause le « modèle standard », puisque si ces trésors avaient été cachés dans des grottes pendant la révolte, il était logique de supposer que les manuscrits retrouvés avaient été cachés par les mêmes au même moment. Cela est cohérent avec le contenu des manuscrits attribuables à la tendance d'Esséniens qui les auraient cachés et qui apparaissent comme littéralement obsédés par les « féroces Kittim », derrière lesquels on reconnaît aisément les Romains et dont de nombreux écrits parlent de guerres apocalyptiques (en) qu'il faudra mener contre eux. Norman Golb a même supposé que les trésors auraient pu provenir du Temple de Jérusalem et que la sélection de manuscrits aurait pu provenir de la bibliothèque du Temple, puisque pendant tout le cours de la révolte, jusqu'à la prise de Jérusalem (70), le Temple a toujours été contrôlé par les Zélotes.
Joseph Milik changea alors d'avis et « comme il n'avait pas trouvé une seule indication valable » permettant d'attribuer l'ouvrage à un Essénien, il considéra que ce rouleau était totalement étranger aux autres rouleaux de la grotte no 3 et à tous les autres manuscrits de la mer Morte. Il révisa aussi la datation qu'il situa désormais entre les deux révoltes juives, vers 100. William Foxwell Albright a suggéré la période de 70-135 CE. Manfred Lehmann a émis l'hypothèse que le trésor serait principalement l'argent accumulé entre la Première Guerre judéo-romaine et la révolte de Bar Kokhba, tandis que le Temple était en ruines.